# Palais de la Regaleira
Le palais de la Regaleira est un ensemble architectural situé dans le centre historique de Sintra (Portugal), ville classée au patrimoine mondial par l'UNESCO. Le palais et les jardins de sa Quinta (domaine) ont été créés par António Augusto Carvalho Monteiro  (1848-1920) avec l'aide de l'architecte Luigi Manini (1848-1936) ; ils s'étendent aujourd'hui sur 4 hectares.
Les références à l'alchimie, à la franc-maçonnerie, et aux Templiers sont nombreuses aussi bien dans l'architecture du palais que dans la conception du parc qui l'entoure. Le palais lui-même a plusieurs noms ou surnoms : Palácio do Monteiro dos Milhões (Palais du Monteiro des Millions), Quinta da Regaleira (Domaine de la Regaleira), Palácio da Regaleira (Palais de la Regaleira).

## Histoire

### De 1697 à 1910
Les documents historiques relatifs au domaine de la Regaleira sont peu nombreux avant son achat par António Augusto Carvalho Monteiro. On sait seulement qu'en 1697, José Leite était le propriétaire d'une vaste propriété aux alentours de la ville de Sintra qui correspondrait approximativement aux terrains de l'actuel domaine de la Regaleira.
Francisco Alberto Guimarães de Castro achète la propriété (connue alors comme domaine de la Tour (Quinta da Torre) ou domaine de Castro (Quinta do Castro)) en 1715. Il fait canaliser l'eau des montagnes afin d'alimenter une fontaine existante.
En 1830, possession de Manual Bernardo, la ferme acquiert sa désignation actuelle. En 1840, la ferme de la Regaleira est achetée par la fille d'une négociante de la ville de Porto, Allen, plus tard anoblie avec le titre de baronne de la Regaleira. Certaines représentations iconographiques de la fin du XIXe siècle représentant une « maison de ferme » datent de cette époque.
L'histoire de l'actuelle Regaleira commence en 1892, lorsque les barons de la Regaleira vendent la propriété au docteur António Augusto Carvalho Monteiro pour la somme de 25 contos de réis. La plupart des constructions telles que nous les connaissons aujourd'hui dans le domaine de la Regaleira sont achevées en 1910. En effet, le palais de la Regaleira fut construit entre 1904 et 1910 en se basant sur les plans de Luigi Manini, architecte du Palais de Buçaco.

### De 1910 à nos jours
En 1942 la propriété est vendue à Waldemar D'Orey qui y effectue de menus travaux afin d'améliorer son confort et celui de sa famille, mais sans dégrader ou modifier radicalement le site. En 1987, la propriété est vendue à la société japonaise Aoki Corporation, et cesse  de servir d'habitation. Le site reste fermé au public pendant cette période. Seul le personnel s'occupant de la propriété et du palais y a accès.
En 1995 le palais ainsi que tout le paysage de Sintra sont inscrits sur la Liste du patrimoine mondial par l'UNESCO. En 1997, le domaine de la Regaleira est racheté par la mairie de Sintra. Peu de temps après, le public peut à nouveau accéder à la propriété. La municipalité effectue depuis un important travail visant à entretenir le palais et les jardins de cet important élément du patrimoine local.

## Architecture

### Domaine

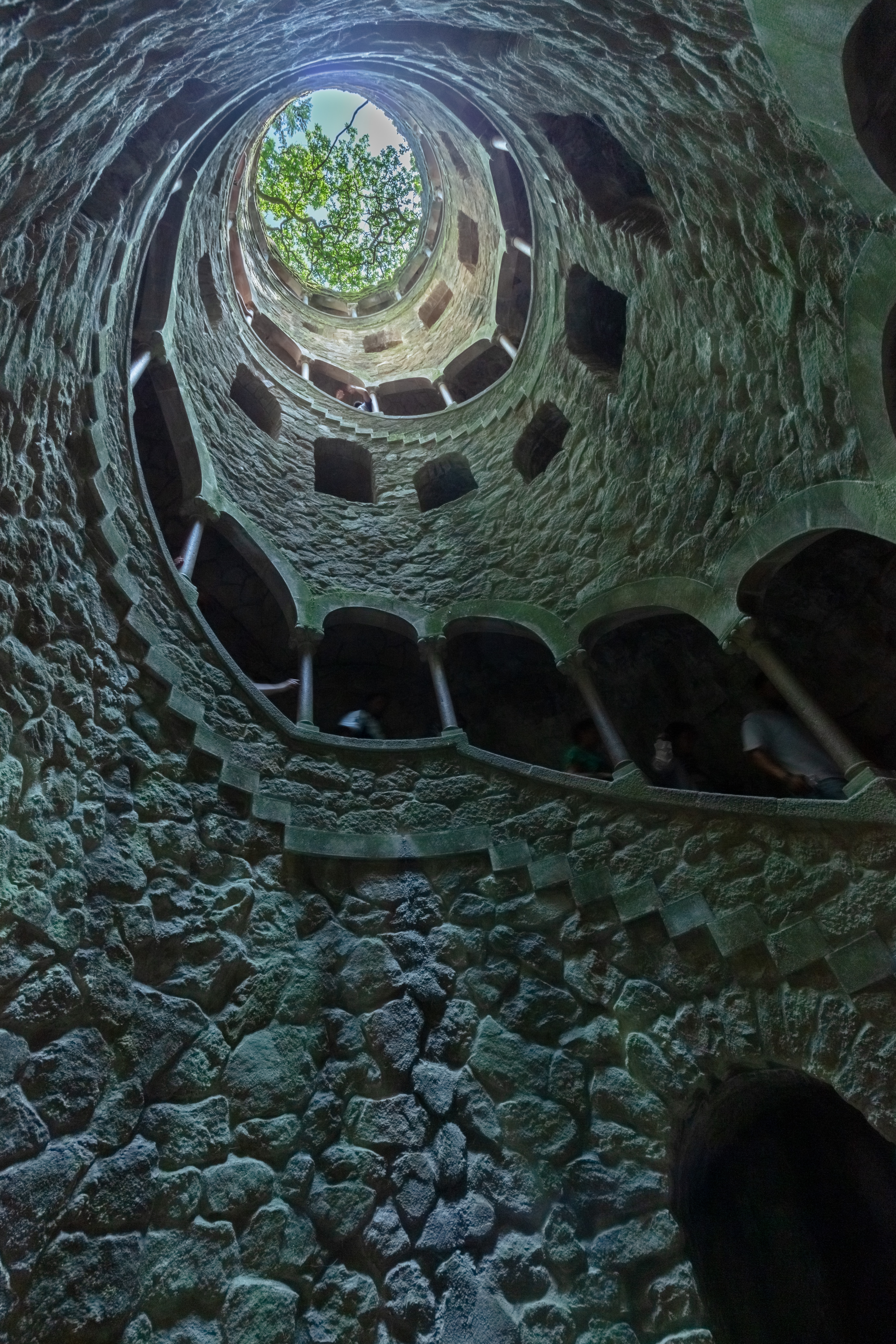
Puits initiatique

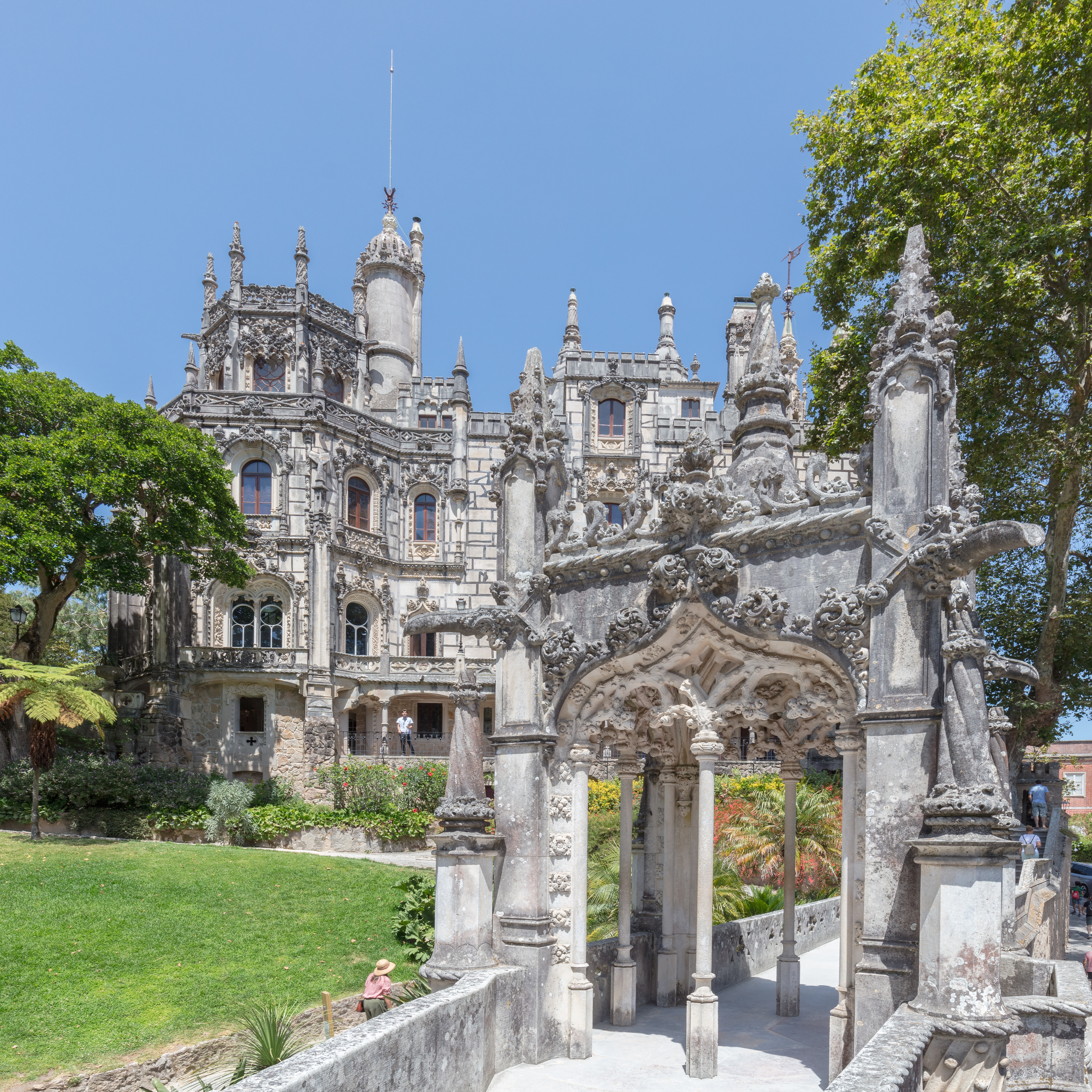
Vue de la porte et de l'extérieur du palais

On trouve dans le domaine le Poço Iniciático (puits initiatique), fabrique de jardin dont le symbolisme, notamment avec ses neuf paliers, évoque la Divine Comédie de Dante ainsi que, pour certains auteurs, l'ordre du Temple, les rose-croix ou la franc-maçonnerie.

### Palais

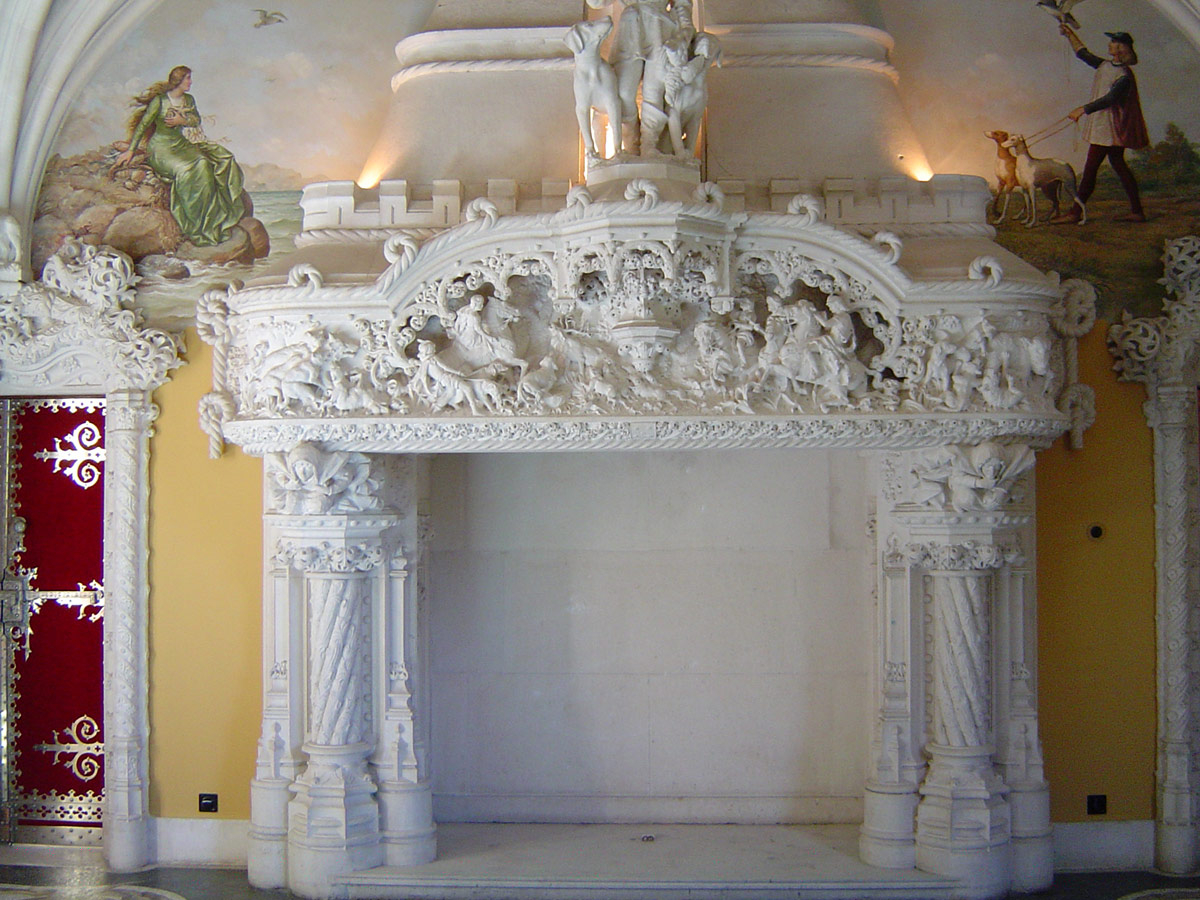
Cheminée au palais de la Regaleira